# 昌邑县 (秦朝)
昌邑县，山东省古县。在今菏泽市巨野县和济宁市金乡县境内。
始置于秦朝。汉景帝中六年（前144年），设山阳国。建元五年（前136年），为山陽郡。昌邑县为其首县。昌邑故城址在今菏泽市巨野县境内。有梁丘乡，《春秋传》曰“宋、齐会于梁丘”。天汉四年（前97年），更山阳郡为昌邑国。南北朝时，刘宋废除。